# Citidina
La citidina és un nucleòsid, component de l'ARN, que es forma quan la citosina s'aparella amb un anell de ribosa (també anomenat ribofuranosa) a través d'un enllaç glucosídic β-N1.
Si la citosina s'aparella amb un anell de desoxirribosa s'anomena desoxicitidina.